# Svatohelenská libra
Svatohelenská libra je platidlem na Svaté Heleně, Ascensionu a Tristanu da Cunha, což je britské zámořské teritorium (anglicky British overseas territory) v jižní Atlantiku. ISO 4217 kód svatohelenské libry je SHP. Svatohelenská libra je pevně navázána na měnu svého nadřazeného politického celku - libru šterlinků. Kurs je stanoven 1:1. 
Svatohelenská libra koluje pouze na ostrovech Svatá Helena a Ascension, nikoli však na souostroví Tristan da Cunha, kde je zákonným platidlem pouze libra šterlinků.
Na Svaté Heleně a Ascensionu lze platit jak britskou, tak i svatohelenskou librou. Naopak toto ovšem neplatí - ve Spojeném království svatohelenskou libru použít nelze. 